# Scotognapha juangrandica
Scotognapha juangrandica är en spindelart som beskrevs av Platnick, Ovtsharenko och Murphy 200. Scotognapha juangrandica ingår i släktet Scotognapha och familjen plattbuksspindlar.
Artens utbredningsområde är Kanarieöarna. Inga underarter finns listade i Catalogue of Life.